# Edna Kramer
Edna Ernestina Kramer Lassar (Manhattan, 11 de mayo de 1902-Manhattan, 9 de julio de 1984), nacida como Edna Ernestina Cromar, fue una matemática estadounidense y autora de libros de matemáticas.

## Trayectoria
Kramer nació en Manhattan y era hija de inmigrantes judíos. Obtuvo su licenciatura sunna cum laude en matemáticas de Hunter Collage en 1922. Mientras enseñaba en las escuelas secundarias locales, obtuvo su maestría en 1925 y su doctorado en 1930 en matemáticas (con especialización en física) de la Universidad de Columbia con Edward Kanes como su asesor.
Se casó con el profesor de francés Benedicta Taxier Lassar el 2 de julio de 1935.
Kramer murió a la edad de 82 años en Manhattan de la enfermedad de Parkinson.

## Obra
- The Main Stream of Mathematics  [sic] (1951)
- The Nature and Growth of Modern Mathematics (1970)